# Kubagam
Kubagam (Cathartes seductus) är en förhistorisk utdöd fågel i familjen kondorer inom ordningen hökfåglar. Den förekom tidigare på Kuba och beskrevs 2020 utifrån fossila lämningar funna vid asfaltslagrerna Las Breas de San Felipe i Matanzas.